# Antiga Atenes

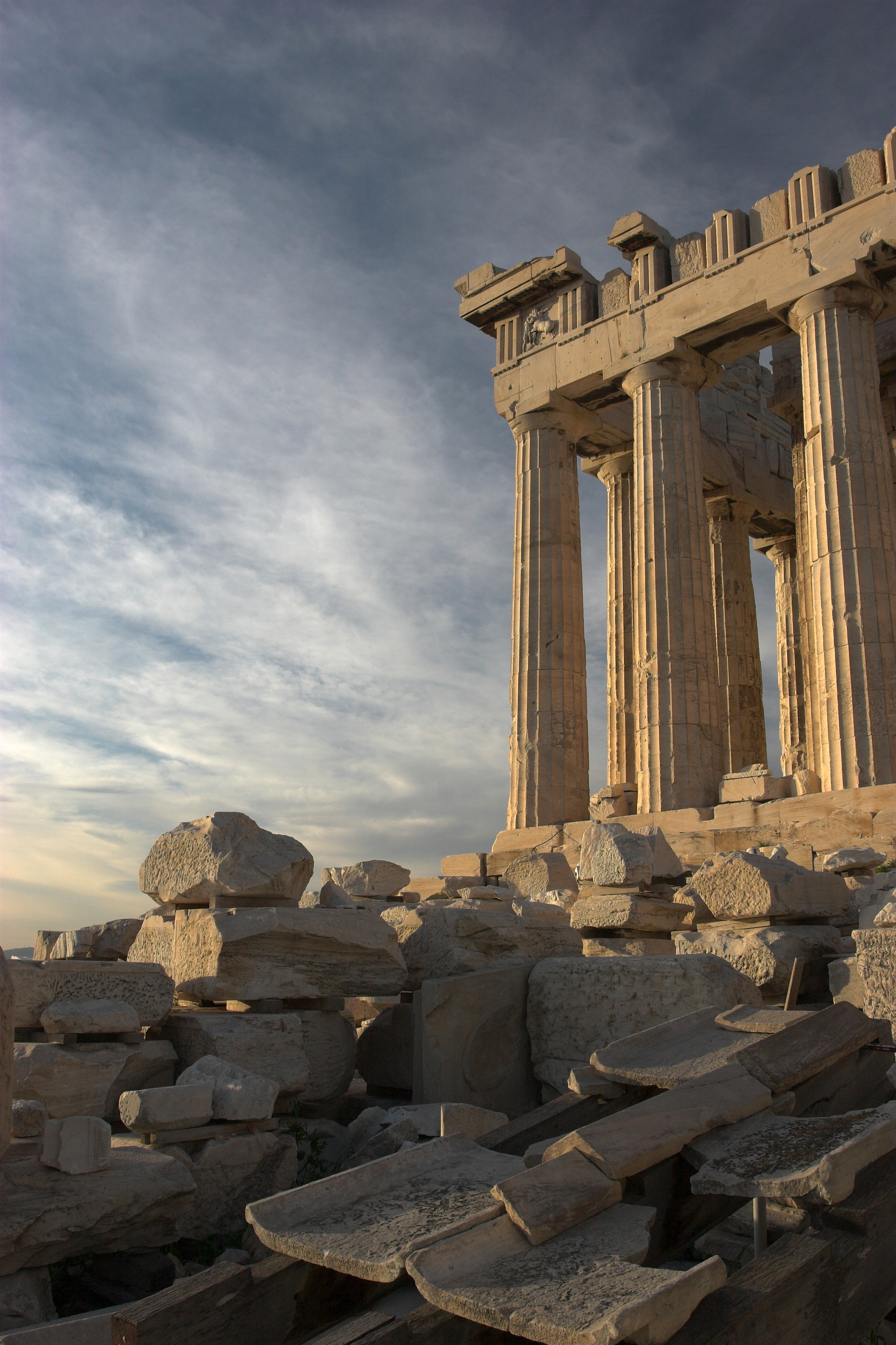
El Partenó i les restes de l'acròpolis, vestigis de l'antiga Atenes

La història d'Atenes representa l'origen de la història de les ciutats europees i de l'Europa actual. La seva població ha habitat contínuament aquesta regió durant més de 3.000 anys. Va ser la ciutat principal de l'antiga Grècia durant el primer mil·lenni aC. La culminació de la seva llarga i fascinant història va arribar al segle v aC, sota el govern de l'arcont Pèricles (anomenat segle de Pèricles), quan els seus valors i la seva civilització es van estendre més enllà dels límits geogràfics de la ciutat i es van fer universals. El pensament polític, el teatre, les arts, la filosofia, la ciència, l'arquitectura i tants altres aspectes del pensament van arribar al seu èpic apogeu en una coincidència temporal, amb una plenitud intel·lectual úniques en la història de la humanitat. Es caracteritza per ser un dels centres tant intel·lectuals com religiosos (juntament amb Olímpia), ja que aquí estan ubicats el temple d'Hefest (també anomenat Hefestió), el Partenó (temple dedicat a Atenes) i el temple de Zeus Olímpic o l'Olimpeió, que va ser el major temple de Grècia (actualment està en ruïnes).

## Orígens
El nom d'Atenes a l'antiga Grècia era Athḗnai (Ἀθῆναι). És una forma plural: la ciutat es deia Les Atenes, ja que possiblement era originàriament un grup de llogarrets que es van unir i van formar la ciutat. El nom no té etimologia grega definida. Els grecs creien que la ciutat havia estat batejada per la seva protectora, la deessa Atenea, però és igualment probable que la deessa prengués el nom de la ciutat.

### Neolític
L'origen d'Atenes va ser lentament traçat. Res, excepte, els recursos en aigua van poder atraure els humans a la plana atenesa. També, en l'Àtica, altres llocs ben proveïts de recursos hídrics rivalitzaren molt de temps amb l'establiment humà a l'Acròpoli.
La plana atenesa estava vorejada per massissos muntanyosos calcaris elevats: el mont Parnes (1.413 m), el Pentèlic (1.106 m), el mont Himet (1.037 m), al nord i a l'est. Estava limitada a l'oest per les turons de l'Egaleu, que la separaven de la plana d'Eleusis i recorreguda per l'«espina dorsal» formada per: l'Acròpoli (157 m), el mont Licabet (277 m) i l'Anquesmo.
Atenes comença la seva història en el Neolític com un baluard sobre l'Acròpoli (que vol dir «ciutat alta»), en algun moment durant el tercer mil·lenni aC. L'Acròpoli és una posició defensiva natural que s'eleva sobre la plana circumdant. L'assentament distava uns 20 km de la mar, del golf Sarònic, al centre de la plana de Cefisia, una zona fèrtil envoltada per rius. Limitava a l'est amb el mont Himet, i al nord amb la muntanya Pentèlic.
En l'antiguitat el riu Cefis fluïa a través de la ciutat. L'antiga Atenes ocupava una àrea petita comparada amb l'extensa metròpoli de l'actual ciutat. L'antiga ciutat emmurallada comprenia una àrea d'uns 2 km de longitud d'est a oest i una mica menys de nord a sud, encara que, en el seu moment més brillant, tenia suburbis que s'estenien fora de les muralles. L'Acròpoli estava situada al sud, en el centre d'aquesta àrea emmurallada. L'àgora, el centre comercial i social de la ciutat, estava a uns 400 metres de l'acròpoli, en el que és avui el barri Monastiraki. El turó Pnyx, on es reunia l'Assemblea atenesa, estava a la part oest de la ciutat.
Un dels llocs religiosos més importants d'Atenes era el temple d'Atenea, conegut avui dia com el Partenó, situat a la part superior de l'Acròpoli, on encara hi ha les seves evocadores ruïnes. Dos llocs religiosos importants, el temple d'Hefest (que encara roman gairebé intacte) i el temple de Zeus Olímpic o Olimpeió (va ser el major temple de Grècia, però ara està en ruïnes), també estaven dins de les muralles.
En la seva època de major esplendor, en els segles V i IV aC, Atenes i els seus suburbis tenien una població d'uns 300.000 habitants. D'aquests, un gran nombre eren esclaus o residents estrangers coneguts com a metecs,  que no gaudien de drets polítics, però sí que es beneficiaven de garanties en el pla judicial i pagaven un impost especial, el metoíkion (μeτoíkoν). Potser només l'1 o el 2% de la població eren ciutadans masculins adults, elegibles per reunir-se i votar en l'assemblea i ser elegits. La població d'Atenes va començar a disminuir després de la Guerra del Peloponès.

## Primers temps

### Micènic
L'Acròpoli va estar habitada des del Neolític. Vers l'any 1400 aC, Atenes s'havia convertit en un centre poderós de la civilització micènica. A diferència d'altres centres micènics com Micenes i Pilos, Atenes no va ser saquejada i abandonada en els temps de la invasió dòrica del 1200 aC, i els atenencs sempre van mantenir que ells eren jònics purs sense contenir elements dòrics. No obstant això, Atenes va perdre la major part del seu poder, i es convertí de nou en una petita fortalesa.

### Edat del ferro
Al segle viii aC, Atenes havia emergit de nou, gràcies a la seva posició central en el món grec, la seu emplaçament segur sobre l'acròpoli i els seus accessos al mar, la qual cosa li proporcionava un avantatge natural sobre rivals potencials com Tebes i Esparta. Aviat, durant el primer mil·lenni, Atenes va ser una ciutat estat independent, governada primer per reis. Els reis pertanyien a la classe més poderosa, la dels propietaris de terres, l'aristocràcia, coneguts com els eupàtrides («els ben nascuts»), l'instrument de govern era un Consell, que es reunia al turó d'Ares, anomenat l'Areòpag.
Durant aquest període, Atenes va aconseguir posar sota el seu govern les altres ciutats de l'Àtica. Aquest procés de sinoikisms —proporcionar junts una llar— va crear el major i més pròsper estat de la península grega, però també va crear una gran quantitat de gent exclosa per la noblesa de la vida política. Durant el segle vii aC, es van produir revoltes bastant generalitzades i l'Areòpag va nomenar el legislador Dracó per establir un codi legal més estricte (d'aquí draconià).

### Segle VII aC
Quan això també va fallar, van nomenar Soló amb el mandat de crear una nova constitució (594 aC).

### Segle IV aC
En 377 aC es va formar la segona lliga d'Atenes, aconseguint la derrota d'Esparta el 371 aC. Més tard, una sèrie de revoltes van sacsejar la lliga, que va culminar amb la Guerra Social (357-355 aC) que va acabar amb la desintegració de la lliga. Després de la batalla de Queronea (338 aC), Atenes va passar a dependre de Macedònia i així va seguir fins a l'establiment del domini de Roma. El general romà Sul·la, entre el 88 aC i el 85 aC, va destruir la majoria de fortificacions i cases de la ciutat, deixant intactes molts edificis civils i monuments. Aquesta va ser la represàlia per haver abraçat la causa de Mitridates VI Eupator, del regne del Pont, en la guerra contra l'Imperi Romà. Atenes va passar a estar sota domini romà, però mantingué l'estatus de ciutat lliure i erudits de tot l'imperi hi anaven a estudiar-ne la filosofia i la retòrica. L'emperador Hadrià va ordenar que s'hi construís una biblioteca, un gimnàs, un aqüeducte que encara està en ús, diversos temples, santuaris i un pont, així com va finançar la finalització del Temple de Zeus Olímpic.

## Reforma i democràcia

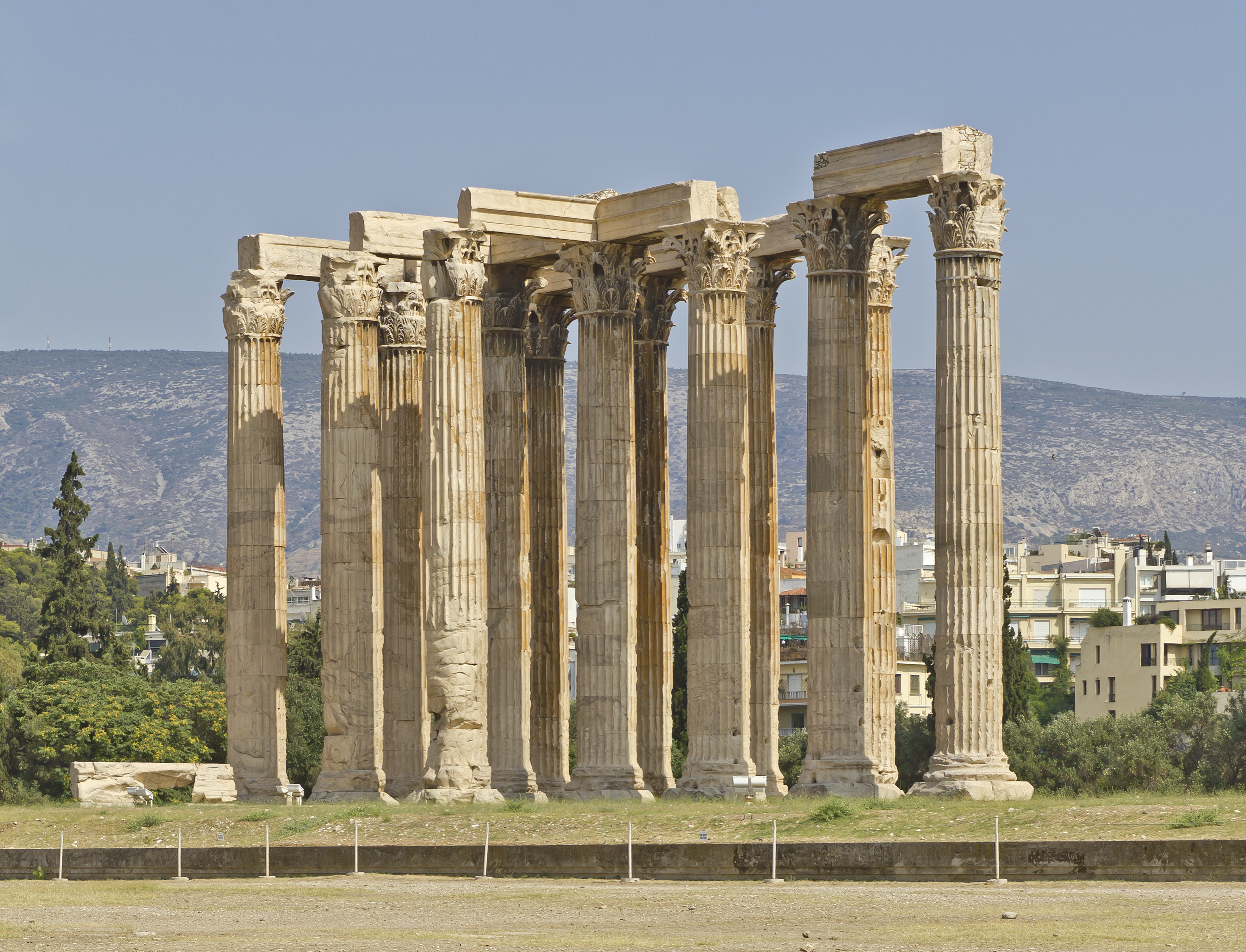
Ruïnes del temple de Zeus Olímpic

Les reformes de Soló van incidir en la política i l'economia. El poder econòmic dels eupàtrides es va reduir, abolint l'esclavitud com un càstig per deutes, partint les grans propietats i alliberant les transaccions comercials, la qual cosa va produir el naixement d'una pròspera classe comercial urbana. Políticament, Soló va dividir els atenencs en quatre classes, basades en la seva economia i en la seva capacitat per a fer el servei militar. La classe més pobra, els thetes, que constituïen la majoria de la població, van rebre per primera vegada drets polítics, podent votar a l'Ekklesía («assemblea»), però només les classes superiors podien ser oficials polítics. L'areòpag continuà existint però amb poders reduïts.
El nou sistema va crear els fonaments del que es convertiria en la democràcia atenesa, però al principi va fallar en la seva comesa d'evitar els conflictes de classe i, després de 20 anys de revoltes, el partit popular liderat per Pisístrat, un cosí de Soló, va prendre el poder (541 aC). A Pisístrat, se'l denomina normalment tirà, però en grec la paraula tirà no té el significat de «governant cruel i despòtic», sinó «el qui aconsegueix el poder mitjançant la força». Pisístrat, de fet, va ser un governant molt popular, que va convertir Atenes en rica, poderosa i en un centre de cultura, i va fundar la supremacia naval atenesa en el mar Egeu i més enllà. Preservà la constitució de Soló, però assegurant que ell i la seva família retenien tot el poder de l'estat.
Pisístrat va morir el 527 i li van succeir els seus fills Hípias i Hiparc. Tenien menys seguidors i el 514 va ser assassinat Hiparc després d'una disputa privada sobre un jove. Això va induir Hipias a establir una dictadura, que es va fer impopular i va ser deposat el 510 aC amb l'ajuda de l'exèrcit espartà. El va succeir un aristòcrata de política radical, Clístenes, que va ser qui va establir la democràcia.
Les reformes de Clístenes van reemplaçar les quatre tribus fundadores (phylai) per deu de noves, que van prendre el nom d'herois llegendaris; aquestes noves tribus no tenien una base classista: de fet, eren electorats. Cada tribu estava dividida en tres tritias i cada tritia en una o més demos, depenent de la població d'aquestes. Les demos es van convertir en la base del govern local. Cada tribu triava cinc membres per a la boulé, un consell que governava Atenes en el quefer diari. L'assemblea estava oberta a tots els ciutadans i era, alhora, cort legislativa i cort suprema, excepte en els casos d'assassinat i d'assumptes religiosos, que van quedar com les úniques funcions de l'Aeròpag. La majoria dels oficials militars eren coberts per lots, encara que els estrategs («generals») eren triats, per raons òbvies. Aquest sistema va romandre estable i, amb breus interrupcions, va seguir en ús durant més de 500 anys, fins a l'època romana, molt més temps del que ha sobreviscut qualsevol democràcia moderna.